# 安藤菜緒
安藤 菜緒（あんどう なお、2001年7月17日 - ）は、日本の女子ラグビーユニオン選手。

## プロフィール
- ポジションはウィング(WTB)。
- 身長 169cm、体重 62kg
- 女子日本代表キャップは1。（2023年5月現在）

## 略歴
2020年、日体荏原高校卒業後、東京有明医療大学に入学。
2023年5月28日に行われた女子アジアラグビーチャンピオンシップ2023決勝戦女子カザフスタン代表戦にて途中出場で女子日本代表初キャップを獲得した。